# أليكسندر بوكسا
أليكسندر بوكسا (مواليد 15 يناير 2003) هو لاعب كرة قدم بولندي يلعب في مركز المهاجم في نادي فيسوا كراكوف.

## روابط خارجية
- أليكسندر بوكسا على موقع قاعدة بيانات كرة القدم.إي يو (الإنجليزية)
- أليكسندر بوكسا على موقع ليكيب (الفرنسية)
- أليكسندر بوكسا على موقع Soccerway.com (الإنجليزية)
- أليكسندر بوكسا على موقع عالم كرة القدم.نت (الإنجليزية)